# 西姆兰吉特·辛格
西姆兰吉特·辛格（Simranjeet Singh，1996年12月27日—），印度男子曲棍球运动员，司职中场，2018年亚洲运动会男子曲棍球铜牌得主、2020年夏季奥林匹克运动会男子曲棍球铜牌得主。